# Озеро без названия (Выборгский район, севернее озера Верхнее Новосельское)
Озеро без названия (неофиц. Треугольное озеро находится в Светогорском городском поселении Выборгского района Ленинградской области России.
Территория, на которой находится озеро, неоднократно меняла государственную принадлежность и, входила в состав Шведской и Российской империй, Финляндии, СССР и России. Ранее озеро носило название Линна-Лампи (фин. Linna lampi, дословно Крепостное).

## Географическое положение
Находится на Карельском перешейке рядом с урочищем Лиетлахти в пограничной зоне с Финляндией. Лежит на высоте 60,2 м над уровнем моря в 200 м к северу от озера Верхнее Новосельское.
Добраться в окрестности озера можно по просёлочной дороге из посёлка Свободное в заброшенный посёлок Топольки.

## Описание
Длина озера менее 600 м, ширина менее 400 м. Состоит из двух плёсов. Глубина западного, меньшего, достигает 5,9 м, а восточного — 13,4 метра. Озеро проточное: с юго-востока в него втекает ручей из озера Верхнее Новосельское, с юго-запада вытекает ручей, впадающий в озеро Ворошиловское. Берега озера крутые, каменистые, местами, прежде всего по северо-западному берегу, имеются сплавины и затопленный лес. Незначительно зарастает кувшинкой и элодеей. Озеро окружает смешанный лес.

## Ихтиофауна
Из рыб в озере обитает окунь, плотва, щука.

## Туризм
Скальный массив рядом с озером является популярным местом среди альпинистов. Высота гранитных скал у озера варьируется от 10 до 30 м. Здесь проложено более 400 трасс (из них около половины для боулдеринга).